# Темпранийо
Темпранильо (на испански: Tempranillo) е стар червен винен сорт грозде, с произход от района на Ла Риоха, Испания, където е най-разпространеният винен сорт. Името му идва от испанската дума "temprano" (рано) предвид ранното му зреене. Освен в Испания, сортови насаждения има и в Португалия, Италия, ЮАР, Мароко, САЩ, Австралия, Аржентина, Чили, Мексико, Уругвай и Доминиканската република.
Познат е и с наименованията: Aragonez, Aragones, Cencibel, Grenache de Logrono, Ojo de liebre, Tempranilla, Tempranillo de la Rioja, Tinta roriz, Tinto fino, Tinto Madrid, Tinto de la Rioja, Tinto de toro, Ull de llebre, Valdepenas, Tinta Santiago, Tinta Montereiro и др.
Ранно зреещ сорт. Лозите са умерено силни. Дава добри резултати в райони с по-голяма надморска височина с глинести или варовикови почви. Сортът е неустойчив на ниски температури, вредители, болести и на сиво гниене.
Гроздът е среден до голям, цилиндричен, дълъг, понякога крилат и плътен. Зърната са средни, закръглени или леко сплеснати, синьо-черни, с матов налеп. Кожицата е тънка. Месото е сочно.
Използва се за производство на различни типове качествени червени вина и за гроздов сок. Младите вина от Темпранильо имат дълбок, плътен цвят и меки, плодови нюанси на ягода, боровинка, касис, малина и черница. С отлежаването на виното се прибавят и аромати на узряла слива, какао и тютюн. В Испания често, поради относително слабата му ароматна идентичност, Темпранильо участва в състава на купажни вина, заедно със сортовете гарнача, мацуело, грасиано и виура. В Португалия Темпранильо се нарича Tinta Roriz и съставлява важна част от купажа за вината "Порто" произвеждани в долината на река Дуеро.